# Atolle der Malediven
Die Malediven bestehen aus insgesamt 26 Atollen.

## Zusammenhang mit der Verwaltungsgliederung der Malediven
Die Malediven sind seit 2010 in 19 „Verwaltungsatolle“ aufgeteilt. Dabei gehört die Insel Malé (darauf die Hauptstadt Malé) gemeinsam mit drei weiteren Inseln – obwohl geographisch Teil des Nord-Malé-Atolls – keinem Verwaltungsatoll an. Das Addu-Atoll hat wie Malé den Status einer Stadt.

## Geographie

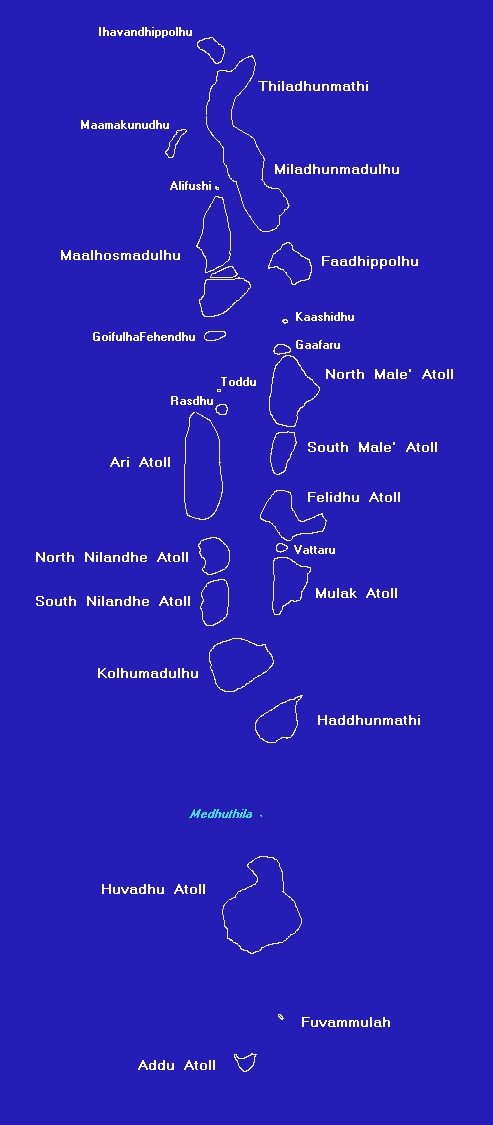
Geographische Atolle

Die 26 Atolle der Malediven bilden zwei annähernd parallele, von Nord nach Süd verlaufende Ketten.
Drei Atollgruppen, die durch unterschiedlich breite, in Ost-West-Richtung verlaufende „Kanäle“ (sichere, weil riff-freie Querungen) voneinander getrennt sind, können aus geografischer Sicht unterschieden werden. Die Bezeichnung degree meint dabei die ungefähre geographische Breite des jeweiligen Kanals.
- Nördlich der Malediven liegt die Insel Minicoy, von den Malediven getrennt durch den
  - Eight Degree Channel, Maliku Kandu, Māmalē Kandu, Minicoy Channel, früher auch Addigiri Kandu.
- Boduthilamathi (nördliche Gruppe)
  - Kardiva Channel, Kaashidhu Kandu, verläuft von SW nach NO.
- Medhuraajjé (zentrale Gruppe)
  - One and Half Degree Channel Huvadhu Kandu.
- Suvadinmathi (südliche Gruppe)

Die Südgruppe wird vom Äquatorkanal, Equatorial Channel Addu Kandu durchschnitten, in dessen Mitte die Insel Fuvahmulah liegt, die als (19.) Atoll gilt.
500 km südlich der Malediven liegt auf demselben Meeresrücken noch der Chagos-Archipel.

## Übersicht
Die nachstehenden Tabelle listet die 26 geographischen Atolle auf und gibt für jedes davon die Zugehörigkeit zu Verwaltungsatoll(en) an (die untermeerische Bank Medhuthila ist der Vollständigkeit halber mit aufgeführt). Die acht Fälle einer genauen Entsprechung von geographischem Atoll und Verwaltungsatoll/Stadt sind mit hellgrüner Hintergrundfarbe gekennzeichnet.
| Geographisches Atoll          | Namensvarianten                            | Gruppe         | Ost West | gehört zu Verwaltungsatoll(en):        |
| ----------------------------- | ------------------------------------------ | -------------- | -------- | -------------------------------------- |
| Ihavandhippolhu               |                                            | Boduthilamathi | Ost      | Haa Alif                               |
| Thiladhunmathi-Miladummadulhu | Tiladummati, Boduthiladhunmathi            | Boduthilamathi | Ost      | Haa Alif, Haa Dhaalu, Shaviyani, Noonu |
| Maamakunudhoo                 | Makunudhoo                                 | Boduthilamathi | West     | Haa Dhaalu                             |
| Alifushi                      | Powell Islands                             | Boduthilamathi | West     | Raa                                    |
| Nord-Maalhosmadulu            | North Maalhosmadulu                        | Boduthilamathi | West     | Raa                                    |
| Fasdhūtherē                   | Middle Maalhosmadulu                       | Boduthilamathi | West     | Baa                                    |
| Süd-Maalhosmadulu             | South Maalhosmadulu                        | Boduthilamathi | West     | Baa                                    |
| Faadhippolhu                  |                                            | Boduthilamathi | Ost      | Lhaviyani                              |
| Goidhoo                       | Goifulhafehendhu, Goidu, Horsburgh Islands | Boduthilamathi | West     | Baa                                    |
| Kaashidhoo                    | Kaashidhu                                  | Medhuraajjé    | Ost      | Kaafu                                  |
| Gaafaru                       | Gahaafaru                                  | Medhuraajjé    | Ost      | Kaafu                                  |
| North Malé                    |                                            | Medhuraajjé    | Ost      | Kaafu, Malé (Hauptstadt)               |
| South Malé                    |                                            | Medhuraajjé    | Ost      | Kaafu                                  |
| Thoddoo                       |                                            | Medhuraajjé    | West     | Alif Alif                              |
| Rasdhoo                       | Rasdhu, Rasdhukuramathi, Ross Islands      | Medhuraajjé    | West     | Alif Alif                              |
| Ari                           |                                            | Medhuraajjé    | West     | Alif Alif, Alif Dhaal                  |
| Felidhu                       |                                            | Medhuraajjé    | Ost      | Vaavu                                  |
| Vattaru                       | Vattaru Faru                               | Medhuraajjé    | Ost      | Vaavu                                  |
| Mulaku                        | Mulak                                      | Medhuraajjé    | Ost      | Meemu                                  |
| Nord-Nilandhe                 |                                            | Medhuraajjé    | West     | Faafu                                  |
| Süd-Nilandhe                  |                                            | Medhuraajjé    | West     | Dhaalu                                 |
| Kolhumadulu                   |                                            | Medhuraajjé    | West     | Thaa                                   |
| Haddhunmathi                  |                                            | Medhuraajjé    | West     | Laamu                                  |
| Huvadhu                       | Huvadhoo, Suvadiva                         | Suvadinmathi   | West     | Gaafu Alif, Gaafu Dhaalu               |
| Fuvahmulah                    | Fua Mulaku                                 | Suvadinmathi   | West     | Gnaviyani                              |
| Addu                          | Seenu                                      | Suvadinmathi   | West     | Seenu (Addu City)                      |
| Medhuthila (untermeerisch)    | Medutila, Derahaa                          | Suvadinmathi   | West     | Gaafu Alif                             |